# Hakata Kamachi Cup
La Hakata Kamachi è stata una competizione di Go riservata alle professioniste giapponesi. La competizione è stata organizzata dalla Nihon Ki-in; lo sponsor è stato la Saitama Giant Tree Association, il cui amministratore delegato, Kamata Keinichi, dà il nome alla competizione.
Il formato è stato a eliminazione diretta: un torneo preliminare qualifica 16 goiste alla fase finale. La borsa per la vincitrice era di 7.000.000 yen (circa $65,000), mentre le borse per secondo, terzo e quarto posto sono state di 2.000.000, 1.000.000 e 600.000 yen rispettivamente.
Al momento della premiazione, gli sponsor hanno annunciato che questo torneo sarebbe terminato, e che invece avrebbero sponsorizzato una nuova edizione del Meijin femminile.

## Albo d'oro
| Edizione | Anno | Vincitore     | Secondo classificato |
| -------- | ---- | ------------- | -------------------- |
| 1        | 2020 | Fujisawa Rina | Ueno Asami           |